# Jiří Václavek (politik)
Jiří Václavek (23. března 1942 Třebíč – 18. března 2010 Krabi, Thajsko) byl český politik, v 90. letech 20. století a počátkem 21. století poslanec Poslanecké sněmovny za ČSSD.

## Biografie
Vystudoval Střední průmyslovou školu strojnickou v Třebíči a následně Fakultu strojní Vysokého učení technického v Brně, obor ekonomika a organizace průmyslových podniků, postgraduálně pak řízení podniků a systémové inženýrství. Byl konstruktér a plánovač v Západomoravských strojírnách v Třebíči, dále pracoval v Závodech kuličkových ložisek (ZKL) Brno, brněnském závodě Podniku výpočetní techniky Praha a v DRUPOS Brno jako systémový inženýr. V 60. letech 20. století se angažoval v reformních aktivitách brněnských vysokoškoláků v rámci Československého svazu mládeže a v Komunistické straně Československa, v níž byl členem v letech 1964–1968.[zdroj?]
V roce 1990 obnovoval činnost sociální demokracie v Brně. Byl zde aktivní na komunální úrovni. V komunálních volbách roku 1994 a komunálních volbách roku 1998 byl zvolen do zastupitelstva města Brno za ČSSD. V letech 1990–1996 byl 1. zástupcem starosty a v letech 1990–1998 členem Zastupitelstva městské části Brno-Královo Pole.
Ve volbách v roce 1996 byl zvolen do poslanecké sněmovny za ČSSD (volební obvod Jihomoravský kraj). Mandát obhájil ve volbách v roce 1998 a volbách v roce 2002 a ve sněmovně setrval do voleb v roce 2006. Byl členem sněmovního rozpočtového výboru (v období let 1998–2006 i jeho místopředsedou) a v letech 1996–2000 členem organizačního výboru a v letech 2002–2006 místopředsedou volebního výboru.
Rovněž byl předsedou jihomoravského Krajského výkonného výboru ČSSD v Brně v letech 1999–2001. V letech 1999–2005 byl člen Prezídia Fondu národního majetku a v období 2006–2007 členem Dozorčí rady České konsolidační agentury.
V letech 2000–2004 a 2008–2010 byl člen Zastupitelstva Jihomoravského kraje. Ve volbách 2000 byl lídr kandidátky do krajského zastupitelstva a kandidát ČSSD na hejtmana. ČSSD však v krajských volbách 2000 neuspěla a zůstala v opozici. Od roku 2009 byl místopředsedou Komise investiční a majetkové Rady Jihomoravského kraje. V senátních volbách roku 2006 neúspěšně kandidoval v Brně do Senátu (senátní obvod č. 59 – Brno-město). Získal 18 % hlasů v 1. kole a ve druhém kole ho porazil brněnský primátor Richard Svoboda (ODS). V komunálních volbách roku 2006 byl zvolen do zastupitelstva městské části Brno-Ořešín za ČSSD. Profesně se uvádí jako ekonom. Členem Zastupitelstva městské části Brno-Ořešín byl do roku 2010.
V březnu 2010 zemřel při koupání na dovolené v Thajsku, při šnorchlování na výletě lodí v regionu Krabi. Z vody byl vytažen až poté, co si účastníci zájezdu povšimli, že se přestal hýbat. Pokusy o oživení nebyly úspěšné.
Byl ženatý s manželkou Adélou a měl dvě dcery.[zdroj?]